# Старый Аманак
Старый Аманак — село в Похвистневском районе Самарской области. Административный центр сельского поселения Старый Аманак.

## География
Село расположено в предгорной зоне Уральских гор, на реке Мурава. Также рядом с селом протекает река Аманак.

## История
История села Старый Аманак начинается в XVIII веке, когда была построена Аманакская слобода. Сюда были переселены вольноопределяющиеся крепостные крестьяне, народные ополченцы, казенные. На правом берегу реки Аманак и её притоке Мурава построили слободу, которая служила крепостью от набега кочевников. Постепенно слобода крепла и в конце 18 начале 19 века стала достаточно крупным экономическим и культурным центром в округе.
- В 1860 году в Аманакской слободе была открыта земско-общественная школа. В 1892 году она стала церковно-приходской. Школа была смешанной и помещалась в деревянном церковном здании. В приходе церкви Аманакской слободы имелась школа грамоты, открытая в 1896 году.
- В 1929 году здесь был организован колхоз «Советская Россия», который сначала назывался «Красный мыс».
- В 1930 г. колхоз был переименован в «Знамя Коммунизма», в 1933 г. разукрупнен на колхозы: «Знамя Коммунизма», «Знамя Октября», «Искра», им. Буденного.
- В 1950 г. укрупнен за счет колхоза «Мурава».
- В 1959 г. объединен с колхозами им. Ворошилова и «Знамя Октября», в ноябре 1960 г. – с колхозом «1 Мая» в колхоз «Советская Россия».
- В 1972 г. укрупнен за счет колхоза им. Чкалова.
- 11 декабря 1992 г. реорганизован в акционерное общество закрытого типа (АОЗТ) «Советская Россия».

## Герои села
Шулайкин, Александр Михайлович (01.11.1923—15.05.2010) — родился в селе Старый Аманак, полный кавалер Ордена Славы, командир орудия 172-го гвардейского стрелкового полка 39-й гвардейской Барвенковской стрелковой дивизии 8-й гвардейской армии, участник парада Победы на Красной площади 24 июня 1945 года. Награждён орденами Отечественной войны 1-й и 2-й степени, Славы 1-й, 2-й и 3-й степени, медалями, в том числе 2 «За отвагу». Почётный гражданин Похвистневского района Самарской области (2004). Похоронен в селе Старый Аманак. Его именем названа одна из улиц села.